# Ottery St Mary
Ottery St Mary, potocznie Ottery (IPA: /ɒtrɪ/) – miasto w Wielkiej Brytanii, w Anglii w hrabstwie Devon, nad rzeką Otter, 15 km na wschód od Exeteru. W mieście działa szkoła The King's School, założona w roku 1545 przez Henryka VIII.

## Atrakcja turystyczne
Co roku w noc 5 listopada w rocznicę spisku Guya Fawkesa odbywa się pochód z zapalonymi beczkami ze smołą, które niesione są przez miasto. Beczka waży 30 kg. Każdy pub z miasta sponsoruje jedną beczkę, co daje liczbę ok. 17 beczek zapalanych tego wieczora. Beczki przenoszone są nad rzekę Otter, gdzie robi się z nich gigantyczne ognisko.

## Związani z miastem
- W roku 1772 urodził się tu Samuel Taylor Coleridge – poeta angielski
- Ostatnie lata życia spędził tu Ernest Satow – angielski dyplomata i japonista (1906–1929)